# La veritat sobre l'amor
La veritat sobre l'amor  (títol original: The Truth About Love) és una pel·lícula de 2005 dirigida per John Hay. Protagonitzada per Jennifer Love Hewitt, Jimi Mistry i Dougray Scott. Ha estat doblada al català.

## Argument
Com a part d'una aposta amb la seva germana i amb un parell de copes de més, Alice, una dona feliçment casada envia anònimament una targeta de Sant Valentí al seu marit per veure com reacciona. El que al principi era només una broma condueix a una sèrie d'esdeveniments i revelacions que posa en joc el seu matrimoni. La reacció de Sam no és exactament la que ella esperava i Sally, enfurismada, haurà de replantejar-se molts aspectes de la seva relació.

## Repartiment
- Jennifer Love Hewitt: Alice Holbrook
- Dougray Scott: Archie Gray
- Jimi Mistry: Sam Holbrook
- Branka Katic: Katya
- Kate Milers: Felicity
- Stefan Dennis: Dougie